# 欧米

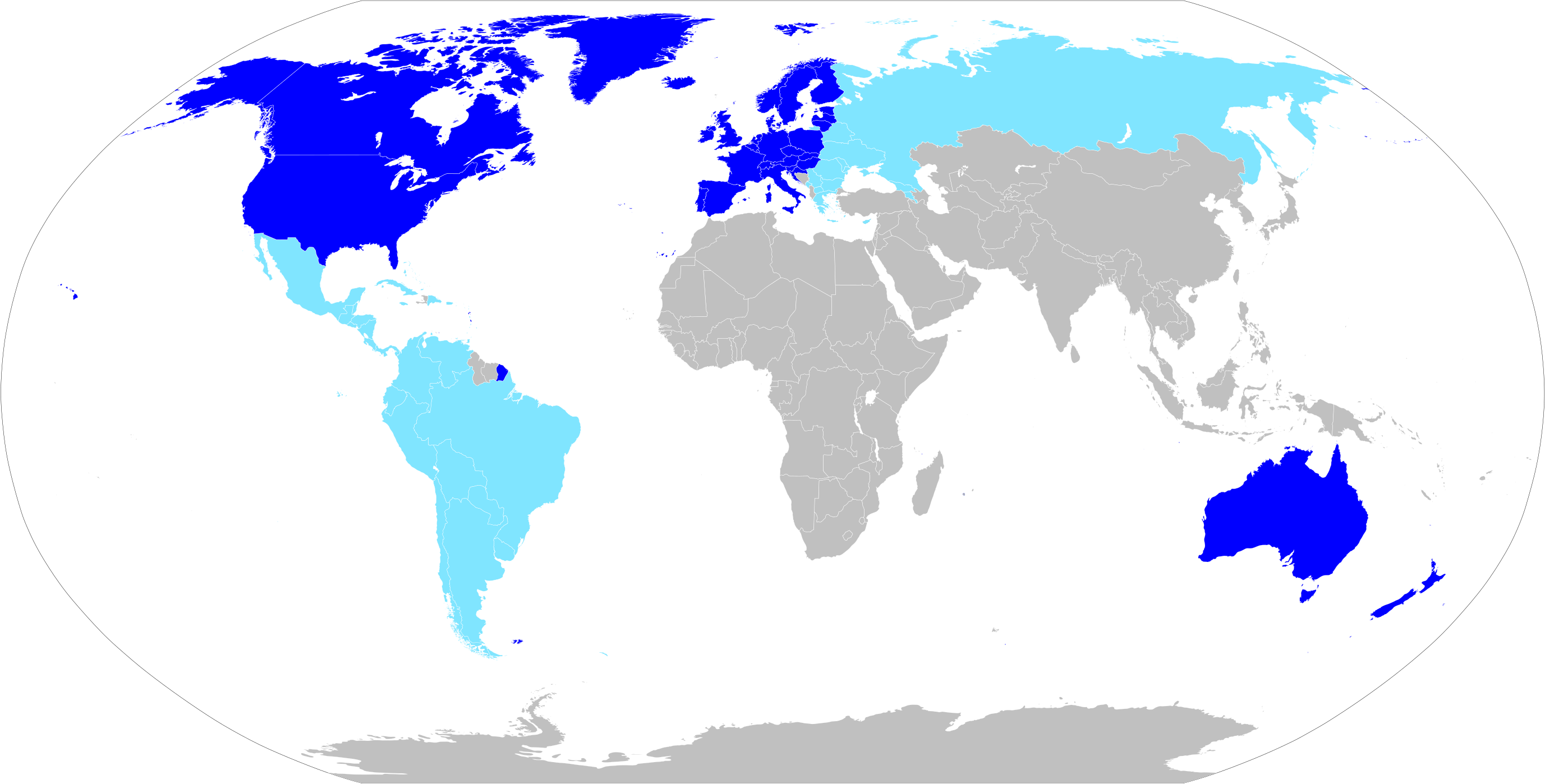

欧米（おうべい）は、ヨーロッパ（欧州）とアメリカ（米国）の総称であり、文化的には西洋の概念と緩やかに重なっている。

## 用法
日本での事象に対する外国での事例として、「欧米では――」と使われることが多い。比較対象として欧米諸国が引き合いに出される起源は、明治日本からの近代化の手本が欧米諸国であったからだと考えられる。
近代以降の日本において、古代中国や記紀神話に代わる存在として想定された「理想を具現化した存在」という意味合いを込めて使われることが多い語であり、実際の「欧米」の状況と一致していない場合も多い。自然科学や民主主義の歴史が日本よりも長いところが多く、経験も豊富で洗練されている面が多いことなどから、先進的な制度や形式、洗練された文化や考え方を指す際に引き合いに出されている。
もっとも、近年では新興国の台頭に伴い、中国などのアジア諸国をはじめ、非欧米諸国（開発途上国も含め）が新しい秩序を生み、日本では「海外の事例」として引き合いに出されることも多くなっている。

## 欧米と欧米人の観念範囲
欧米の人という意味においては、「欧米人」という呼称が用いられる。これは、いわゆるWASPの人々を指す場合が多かったためであり、欧米地域にあっても有色人種であったりする場合は、欧米人という呼称を用いる場合には慮外にあることが多かった。また「欧米」を「先進国」の例として持ち出すことも多く、その場合、キューバ革命後のキューバや東欧革命以前の東欧諸国などの一党制国家、アングロアメリカと欧州連合以外の領域に多い発展途上国（南米など）も欧米観念の外にあることが多い。
ヨーロッパとアジアは、地理的には明確な境界線があるわけではなく、両地域に跨ってる国や地理的には完全にアジアに属している国でもヨーロッパに分類される場合がある国も少なくない。ロシアなど旧ソ連圏に属していた国や、イスラエルなど特殊な事情を持つ国が該当するが、欧米系人が一定の割合で在住している国が多い。逆に、地理的には完全にヨーロッパに属している国でアジアに分類される国は存在しない。
日本国内で「外国人」という言葉が用いられた場合、「欧米人」とほぼ同じ意味合いで使われることもある。日本国内で「外国人は体が大きい」といわれる事があったが、欧米以外の地域では日本よりも平均身長の低い国も多く存在し、このような表現が用いられた場合は比較対象を欧米人（アフリカ系米国人含む）をほぼ指していることがうかがえる。ただし、欧州でもマルタなど男性の平均身長が日本を下回る国も存在し、メキシコ以南の北米および中南米諸国に至っては日本より平均身長の低い国が多数存在する。